# Nové Zámky

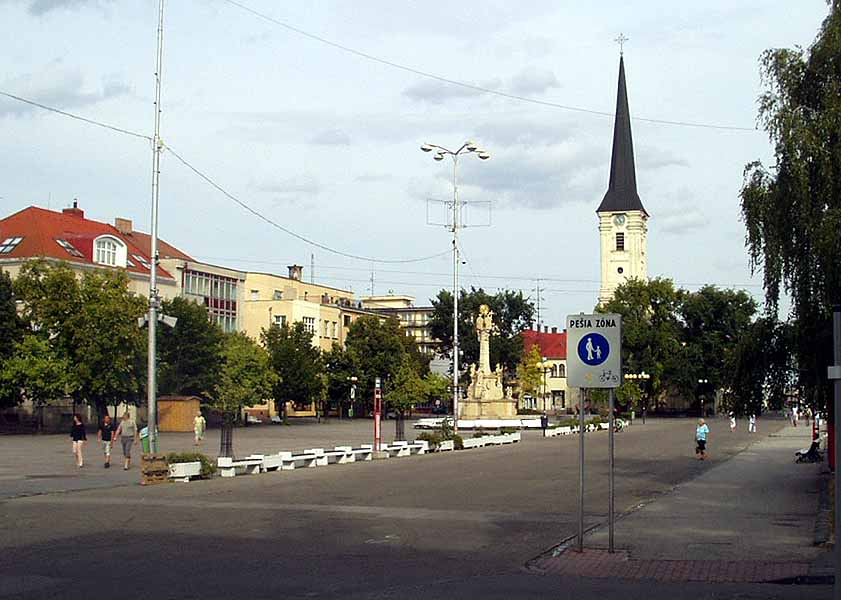
Torget i centrala Nové Zámky

Nové Zámky (ungerska: Érsekújvár, tyska: Neuhäus[e]l, turkiska: Uyvar, latin: Novum Castrum) är en ort i sydvästra Slovakien. Den hade 2011 en folkmängd på 39 585 invånare.

## Geografi
Staden ligger på Donaus lågland längs floden Nitra på en höjd över havet om 119 meter. Den ligger omkring 100 km från Bratislava och omkring 25 km från den ungerska gränsen. Den är en järnvägsknut i södra Slovakien.

## Historia

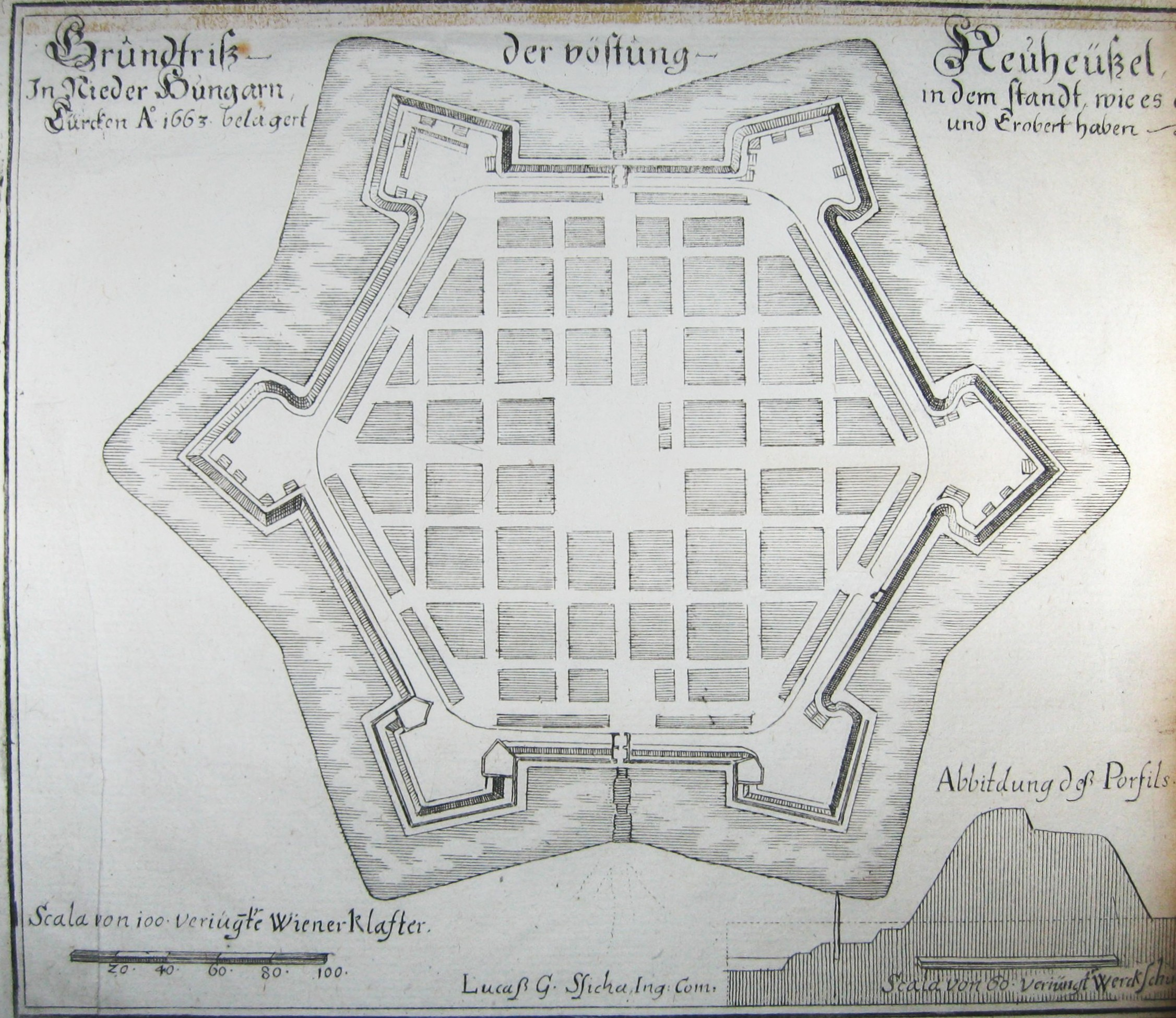
Stadsplan från 1680.

Fram till 1918 var staden en del av Ungern. Mellan 1573 och 1581 byggdes ett fort som skydd mot Ottomanska riket och staden byggdes upp omkring fortet. Fortet är ett exempel på stjärnfort. År 1685 erövrades staden av Karl V av Lothringen och sex år senare fick orten stadsrättigheter av ärkebiskopen i Esztergom.
Efter Österrike-Ungerns uppbrott efter första världskriget blev staden en del av det nyskapade Tjeckoslovakien men gick åter till Ungern mellan 1938 och 1945. År 1944 bombades staden kraftigt av de allierade och fortet förstördes till stor del. Det är idag en del av stadens heraldiska vapen.